# Shelf (singel Jonas Brothers)
Shelf / Don't Take My Heart (And Put It On a Shelf) – singiel amerykańskiego zespołu Jonas Brothers, który ukazał się na ich trzecim studyjnym albumie A Little Bit Longer. Został wydany po piosence Lovebug, ich drugim singlu z płyty.